# Liste von Terroranschlägen in Mali
Die Liste von Terroranschlägen in Mali beinhaltet eine Übersicht über in Mali verübte Terroranschläge.

## Erläuterung
In der Spalte Politische Ausrichtung ist die politische bzw. weltanschauliche Einordnung der Täter angegeben: faschistisch, rassistisch, nationalistisch, nationalsozialistisch, sozialistisch, kommunistisch, antiimperialistisch, islamistisch (schiitisch, sunnitisch, deobandisch, salafistisch, wahhabitisch), hinduistisch. Bei vorrangig auf staatliche Unabhängigkeit oder Autonomie zielender Ausrichtung ist autonomistisch vorangestellt, gefolgt von der Region oder der Volksgruppe und ggf. weiteren Merkmalen der Täter: armenisch, irisch (katholisch), kurdisch, tirolisch, tschetschenisch, dagestanisch, punjabisch (sikhistisch), palästinensisch.
Die Opferzahlen der Anschläge werden farbig dargestellt:

Die Zahl bei den Anschlägen getöteter/verletzter Täter ist in Klammern ( ) gesetzt.

## 1994
| Datum/Beginn     | Ort      | Artikel/Quelle(n) | Täter              | Politische Ausrichtung | Mittel                      | Ziel          | Tote | Verletzte | Hintergrund |
| ---------------- | -------- | ----------------- | ------------------ | ---------------------- | --------------------------- | ------------- | ---- | --------- | ----------- |
| 12. Juni 1994    | Timbuktu | [ 1 ]             | Tuareg-Extremisten |                        | Automatische Schusswaffe(n) | Militärkonvoi | 22   | 0         |             |
| 22. Oktober 1994 | Gao      | [ 2 ]             | Tuareg-Extremisten |                        |                             |               | 15   | 20        |             |

## 2008
| Datum/Beginn | Ort      | Artikel/Quelle(n) | Täter | Politische Ausrichtung | Mittel       | Ziel              | Tote     | Verletzte | Hintergrund |
| ------------ | -------- | ----------------- | ----- | ---------------------- | ------------ | ----------------- | -------- | --------- | ----------- |
| 22. Mai 2008 | Abeïbara | [ 3 ]             |       |                        | Schusswaffen | Militärstützpunkt | 15 (+17) | 31        |             |

## 2009
| Datum/Beginn  | Ort | Artikel/Quelle(n) | Täter               | Politische Ausrichtung     | Mittel | Ziel          | Tote | Verletzte | Hintergrund |
| ------------- | --- | ----------------- | ------------------- | -------------------------- | ------ | ------------- | ---- | --------- | ----------- |
| 03. Juli 2009 | Gao | [ 4 ]             | al-Qaida im Maghreb | salafistisch, wahhabitisch |        | Militärkonvoi | 28   | 0         |             |

## 2012
| Datum/Beginn  | Ort    | Artikel/Quelle(n) | Täter                                                         | Politische Ausrichtung | Mittel       | Ziel              | Tote | Verletzte | Hintergrund                      |
| ------------- | ------ | ----------------- | ------------------------------------------------------------- | ---------------------- | ------------ | ----------------- | ---- | --------- | -------------------------------- |
| 22. März 2012 | Bamako | [ 5 ]             | National Committee for the Restoration of Democracy and State |                        | Schusswaffen | Präsidentenpalast | 1    | 40        | Konflikt in Nordmali (seit 2012) |

## 2013
| Datum/Beginn  | Ort   | Artikel/Quelle(n) | Täter | Politische Ausrichtung          | Mittel        | Ziel  | Tote | Verletzte | Hintergrund     |
| ------------- | ----- | ----------------- | ----- | ------------------------------- | ------------- | ----- | ---- | --------- | --------------- |
| 19. Juli 2013 | Kidal | [ 6 ]             | MNLA  | autonomistisch, nationalistisch | Brandstiftung | Markt | 0    | 40        | Azawad-Konflikt |

## 2014
| Datum/Beginn     | Ort | Artikel/Quelle(n) | Täter | Politische Ausrichtung | Mittel                      | Ziel      | Tote | Verletzte | Hintergrund                      |
| ---------------- | --- | ----------------- | ----- | ---------------------- | --------------------------- | --------- | ---- | --------- | -------------------------------- |
| 06. Februar 2014 | Gao | [ 7 ]             | MUJAO | islamistisch           | Schusswaffen, Brandstiftung | Fahrzeuge | 30   | 4         | Konflikt in Nordmali (seit 2012) |

## 2015
| Datum/Beginn      | Ort    | Artikel/Quelle(n)                                                  | Täter      | Politische Ausrichtung | Mittel                             | Ziel               | Tote    | Verletzte | Hintergrund                      |
| ----------------- | ------ | ------------------------------------------------------------------ | ---------- | ---------------------- | ---------------------------------- | ------------------ | ------- | --------- | -------------------------------- |
| 30. April 2015    | Gao    | [ 8 ]                                                              |            |                        | Landmine                           | Minibus            | 4       | 28        | Konflikt in Nordmali (seit 2012) |
| 20. November 2015 | Bamako | Anschlag auf das Radisson Blu Hotel in Bamako am 20. November 2015 |            |                        | Sturmgewehre, Geiselnahme          | Hotel, Zivilisten  | 20 (+2) | 2         | Konflikt in Nordmali (seit 2012) |
| 28. November 2015 | Kidal  | [ 10 ]                                                             | Ansar Dine | salafistisch           | Raketen, Automatische Schusswaffen | MINUSMA-Stützpunkt | 3       | 20        | Konflikt in Nordmali (seit 2012) |

## 2016
| Datum/Beginn     | Ort   | Artikel/Quelle(n) | Täter                                      | Politische Ausrichtung     | Mittel                                                          | Ziel               | Tote   | Verletzte | Hintergrund                      |
| ---------------- | ----- | ----------------- | ------------------------------------------ | -------------------------- | --------------------------------------------------------------- | ------------------ | ------ | --------- | -------------------------------- |
| 12. Februar 2016 | Kidal | [ 11 ]            | vermutlich al-Qaida im Maghreb, Ansar Dine | salafistisch, wahhabitisch | 2 Selbstmordattentäter mit Autobombe, Raketen, Maschinengewehre | MINUSMA-Stützpunkt | 7 (+2) | 29        | Konflikt in Nordmali (seit 2012) |
| 19. Juli 2016    | Niono | [ 12 ]            |                                            |                            | Schusswaffen                                                    | Militärstützpunkt  | 22     | 35        | Konflikt in Nordmali (seit 2012) |

## 2017
| Datum/Beginn    | Ort | Artikel/Quelle(n) | Täter               | Politische Ausrichtung     | Mittel                               | Ziel              | Tote    | Verletzte | Hintergrund                      |
| --------------- | --- | ----------------- | ------------------- | -------------------------- | ------------------------------------ | ----------------- | ------- | --------- | -------------------------------- |
| 18. Januar 2017 | Gao | [ 13 ]            | al-Qaida im Maghreb | salafistisch, wahhabitisch | 5 Selbstmordattentäter mit Autobombe | Militärstützpunkt | 77 (+5) | 115       | Konflikt in Nordmali (seit 2012) |

## 2018
| Datum/Beginn       | Ort    | Artikel/Quelle(n)    | Täter                 | Politische Ausrichtung                    | Mittel                                           | Ziel                          | Tote   | Verletzte | Hintergrund                      |
| ------------------ | ------ | -------------------- | --------------------- | ----------------------------------------- | ------------------------------------------------ | ----------------------------- | ------ | --------- | -------------------------------- |
| 25. Januar 2018    | Mopti  | [ 14 ] [ 15 ]        |                       |                                           | Landmine                                         | Fahrzeug                      | 26     |           | Konflikt in Nordmali (seit 2012) |
| 26. April 2018     | Ménaka | [ 16 ] [ 17 ] [ 18 ] | IS                    | salafistisch, wahhabitisch                | Schusswaffen                                     | Tuareg-Zivilisten             | 47     | 2         | Konflikt in Nordmali (seit 2012) |
| 26. Mai 2018       | Gao    | [ 19 ]               | vermutlich IS         | salafistisch, wahhabitisch                | Schusswaffen                                     | Kontrollpunkt                 | 20     | 2         | Konflikt in Nordmali (seit 2012) |
| 23. Juni 2018      | Mopti  | [ 20 ]               | Dogon-Extremisten     |                                           | Schusswaffen, Entführung                         | Fulani-Zivilisten             | 32     | 0         | Konflikt in Nordmali (seit 2012) |
| 01. Juli 2018      | Gao    | [ 21 ] [ 22 ]        | JNIM                  | salafistisch, islamistisch, anti-westlich | Selbstmordattentäter mit Autobombe, Schusswaffen | Militärpatrouille             | 4 (+1) | 31        | Konflikt in Nordmali (seit 2012) |
| 20. Juli 2018      | Ménaka | [ 23 ]               |                       |                                           | Schusswaffen                                     | Dorf, Sicherheitskräfte       | 21     | 0         | Konflikt in Nordmali (seit 2012) |
| 28. September 2018 | Gao    | [ 24 ]               | MSA                   | tuareg-nationalistisch                    | Schusswaffen                                     | Zivilisten                    | 22     |           | Konflikt in Nordmali (seit 2012) |
| 12. November 2018  | Gao    | [ 25 ]               | al-Qaida im Maghreb   | salafistisch, wahhabitisch                | Selbstmordattentäter mit Autobombe               | UN-Minenräumungsdienstgebäude | 3 (+1) | 30        | Konflikt in Nordmali (seit 2012) |
| 11. Dezember 2018  | Ménaka | [ 26 ] [ 27 ] [ 28 ] | vermutlich Islamisten | islamistisch                              | Schusswaffen                                     | Tuareg-Zivilisten             | 47     | 0         | Konflikt in Nordmali (seit 2012) |

## 2019
| Datum/Beginn       | Ort      | Artikel/Quelle(n)           | Täter                        | Politische Ausrichtung                    | Mittel                      | Ziel                           | Tote     | Verletzte | Hintergrund                      |
| ------------------ | -------- | --------------------------- | ---------------------------- | ----------------------------------------- | --------------------------- | ------------------------------ | -------- | --------- | -------------------------------- |
| 01. Januar 2019    | Mopti    | [ 29 ] [ 30 ]               | Dozo-Extremisten             |                                           | Schusswaffen, Brandstiftung | Dorf, Fulani-Zivilisten        | 37       |           | Konflikt in Nordmali (seit 2012) |
| 16. Januar 2019    | Ménaka   | [ 31 ]                      |                              |                                           | Schusswaffen                | Dörfer                         | 34       | 0         | Konflikt in Nordmali (seit 2012) |
| 20. Januar 2019    | Kidal    | [ 32 ] [ 33 ]               | JNIM                         | salafistisch, islamistisch, anti-westlich | Schusswaffen                | UN-Soldaten                    | 11       | 24        | Konflikt in Nordmali (seit 2012) |
| 17. März 2019      | Ténenkou | [ 34 ] [ 35 ]               | JNIM                         | salafistisch, islamistisch, anti-westlich | Schusswaffen                | Militärstützpunkt              | 23       |           | Konflikt in Nordmali (seit 2012) |
| 23. März 2019      | Mopti    | [ 36 ] [ 37 ] [ 38 ] [ 39 ] | Dozo-Extremisten             |                                           | Schusswaffen, Brandstiftung | Dorf, Fulani-Zivilisten        | 160      | 70+       | Konflikt in Nordmali (seit 2012) |
| 09. Juni 2019      | Mopti    | [ 40 ] [ 41 ]               | Fulani-Extremisten           |                                           | Schusswaffen, Brandstiftung | Dorf, Dogon-Zivilisten         | 35       |           | Konflikt in Nordmali (seit 2012) |
| 17. Juni 2019      | Mopti    | [ 42 ] [ 43 ] [ 44 ]        | Fulani-Extremisten           |                                           | Gewehre, Brandstiftung      | Dörfer, Dogon-Zivilisten       | 43       |           | Konflikt in Nordmali (seit 2012) |
| 30. Juni 2019      | Mopti    | [ 45 ] [ 46 ] [ 47 ] [ 48 ] | vermutlich Dogon-Extremisten |                                           | Schusswaffen                | Dörfer, Dogon-Zivilisten       | 23       |           | Konflikt in Nordmali (seit 2012) |
| 03. September 2019 | Mopti    | [ 49 ] [ 50 ]               | JNIM                         | salafistisch, antiwestlich                | Landmine                    | Bus, Zivilisten                | 14       | 24        | Aufstand im Maghreb seit 2002    |
| 30. September 2019 | Mopti    | [ 51 ] [ 52 ] [ 53 ]        | Ansar ul Islam / JNIM        | salafistisch / salafistisch, antiwestlich | Schusswaffen                | Militäraußenposten, Zivilisten | 38 (+15) | 7         | Konflikt in Nordmali (seit 2012) |
| 01. November 2019  | Ménaka   | [ 54 ] [ 55 ]               | IS                           | salafistisch, wahhabitisch                | Schusswaffen, Artillerie    | Militärstützpunkt              | 54       | 3         | Konflikt in Nordmali (seit 2012) |
| 18. November 2019  | Gao      | [ 56 ] [ 57 ]               | IS                           | salafistisch, wahhabitisch                |                             | Militärpatrouille              | 43 (+17) | 29        | Konflikt in Nordmali (seit 2012) |

## 2020
| Datum/Beginn     | Ort             | Artikel/Quelle(n)                                | Täter                                    | Politische Ausrichtung                    | Mittel                      | Ziel                      | Tote     | Verletzte | Hintergrund                      |
| ---------------- | --------------- | ------------------------------------------------ | ---------------------------------------- | ----------------------------------------- | --------------------------- | ------------------------- | -------- | --------- | -------------------------------- |
| 09. Januar 2020  | Tessalit        | [ 58 ]                                           | JNIM                                     | salafistisch, islamistisch, anti-westlich | Rakete                      | MINUSMA-Militärstützpunkt | 0        | 20        | Konflikt in Nordmali (seit 2012) |
| 26. Januar 2020  | Sokolo          | [ 59 ]                                           | JNIM                                     | salafistisch, islamistisch, anti-westlich | Schusswaffen, Entführung    | Militärlager              | 20 (+4)  | 5         | Konflikt in Nordmali (seit 2012) |
| 14. Februar 2020 | Mopti           | [ 60 ]                                           | Dogon-Extremisten                        |                                           | Schusswaffen, Brandstiftung | Dorf                      | 31       |           | Konflikt in Nordmali (seit 2012) |
| 19. März 2020    | Tarkint         | [ 61 ]                                           | JNIM                                     | salafistisch, islamistisch, anti-westlich |                             | Militärstützpunkt         | 29       | 5         | Konflikt in Nordmali (seit 2012) |
| 26. März 2020    | Region Timbuktu | [ 62 ] [ 63 ]                                    | JNIM                                     | salafistisch, islamistisch, anti-westlich | Schusswaffen, Entführung    | Soumaïla Cissé            | 1        | 2         | Konflikt in Nordmali (seit 2012) |
| 05. April 2020   | Mopti           | [ 64 ] [ 65 ] [ 66 ] [ 67 ] [ 68 ] [ 69 ] [ 70 ] |                                          |                                           |                             | Dörfer                    | 37       |           | Konflikt in Nordmali (seit 2012) |
| 06. April 2020   | Bamba           | [ 71 ] [ 72 ]                                    | Dschamāʿat Nusrat al-Islām wa-l-Muslimīn | salafistisch, islamistisch, anti-westlich | Schusswaffen                | Militärstützpunkt         | 25 (+10) | 6         | Konflikt in Nordmali (seit 2012) |
| 28. Mai 2020     | Mopti           | [ 73 ] [ 74 ] [ 75 ]                             | Muslimische Extremisten                  |                                           | Schusswaffen, Brandstiftung | Bauern                    | 20       | 0         | Konflikt in Nordmali (seit 2012) |
| 02. Juni 2020    | Ménaka          | [ 76 ]                                           |                                          |                                           | Landmine                    | Fahrzeug, Zivilisten      | 1        | 50        | Konflikt in Nordmali (seit 2012) |
| 15. Juni 2020    | Diabaly         | [ 77 ] [ 78 ]                                    | JNIM                                     | salafistisch, islamistisch, anti-westlich | Schusswaffen                | Militärkonvoi             | 24       | 8         | Konflikt in Nordmali (seit 2012) |
| 02. Juli 2020    | Mopti           | [ 79 ] [ 80 ] [ 81 ] [ 82 ] [ 83 ]               | vermutlich JNIM                          | salafistisch, islamistisch, anti-westlich | Schusswaffen                | Dörfer                    | 32       |           | Konflikt in Nordmali (seit 2012) |
| 13. Oktober 2020 | Region Mopti    | [ 84 ]                                           | vermutlich Muslimische Extremisten       |                                           | Schusswaffen                | Bus                       | 13       | 20        | Konflikt in Nordmali (seit 2012) |

## 2021
| Datum/Beginn      | Ort     | Artikel/Quelle(n) | Täter                 | Politische Ausrichtung | Mittel                      | Ziel                 | Tote     | Verletzte | Hintergrund                      |
| ----------------- | ------- | ----------------- | --------------------- | ---------------------- | --------------------------- | -------------------- | -------- | --------- | -------------------------------- |
| 10. Februar 2021  | Mopti   | [ 85 ] [ 86 ]     | Islamisten            | islamistisch           | Schusswaffen                | UN-Militärstützpunkt | 1        | 27        | Konflikt in Nordmali (seit 2012) |
| 17. März 2021     | Gao     | [ 87 ]            |                       |                        |                             | Militärstützpunkt    | 33 (+20) | 14        | Konflikt in Nordmali (seit 2012) |
| 08. August 2021   | Ansongo | [ 88 ]            | Islamisten            | islamistisch           | Schusswaffen, Brandstiftung | Dörfer, Zivilisten   | 51       |           | Konflikt in Nordmali (seit 2012) |
| 03. Dezember 2021 | Mopti   | [ 89 ]            | vermutlich Islamisten | islamistisch           | Schusswaffen, Brandstiftung | Bus, Zivilisten      | 31       | 17        | Konflikt in Nordmali (seit 2012) |

## 2022
| Datum/Beginn     | Ort          | Artikel/Quelle(n)        | Täter                 | Politische Ausrichtung     | Mittel                                       | Ziel                                                  | Tote     | Verletzte | Hintergrund                      |
| ---------------- | ------------ | ------------------------ | --------------------- | -------------------------- | -------------------------------------------- | ----------------------------------------------------- | -------- | --------- | -------------------------------- |
| 24. April 2022   | Mopti, Ségou | [ 90 ]                   | vermutlich Islamisten | islamistisch               | Selbstmordattentäter mit Autobomben          | Militärstützpunkte, Soldaten, Milizionäre, Zivilisten | 6        | 20        | Konflikt in Nordmali (seit 2012) |
| 18. Juni 2022    | Gao          | [ 91 ]                   | vermutlich Islamisten | islamistisch               |                                              | Dörfer                                                | 20       |           | Konflikt in Nordmali (seit 2012) |
| 19. Juni 2022    | Mopti        | Massaker in Bankass 2022 | MLF                   | salafistisch               | Brandstiftung                                | Dörfer                                                | 132      |           | Konflikt in Nordmali (seit 2012) |
| 07. August 2022  | Gao          | [ 93 ]                   | IS                    | salafistisch, wahhabitisch | Artillerie, Drohnen, Sprengstoff, Autobomben | Soldaten, Zivilisten                                  | 48 (+37) | 22        | Konflikt in Nordmali (seit 2012) |
| 13. Oktober 2022 | Mopti        | [ 94 ]                   |                       |                            | Sprengsatz                                   | Bus                                                   | 11       | 53        | Konflikt in Nordmali (seit 2012) |

## 2023
| Datum/Beginn       | Ort    | Artikel/Quelle(n) | Täter      | Politische Ausrichtung | Mittel                 | Ziel             | Tote   | Verletzte | Hintergrund                      |
| ------------------ | ------ | ----------------- | ---------- | ---------------------- | ---------------------- | ---------------- | ------ | --------- | -------------------------------- |
| 22. April 2023     | Sévaré | [ 95 ]            |            |                        | 3 Selbstmordattentäter | Zivilisten       | 9 (+3) | 60        | Konflikt in Nordmali (seit 2012) |
| 07. September 2023 | Gao    | [ 96 ]            | Islamisten | islamistisch           | Raketen                | Flussschiff      | 49+    |           | Konflikt in Nordmali (seit 2012) |
| 26. Mai 2024       | Mopti  | [ 97 ]            |            |                        |                        | Dorf, Zivilisten | 20+    |           | Konflikt in Nordmali (seit 2012) |

## 2024
| Datum/Beginn      | Ort          | Artikel/Quelle(n) | Täter                 | Politische Ausrichtung                 | Mittel        | Ziel                                        | Tote    | Verletzte | Hintergrund                      |
| ----------------- | ------------ | ----------------- | --------------------- | -------------------------------------- | ------------- | ------------------------------------------- | ------- | --------- | -------------------------------- |
| 27. Juli 2024     | Tinzaouatène | [ 98 ]            | CSP-DPA               | autonomistisch, azawad-nationalistisch |               | Militärkonvoi, Soldaten, Wagner-Milizionäre | 25 (+9) | 24+ (+12) | Konflikt in Mali (seit 2012)     |
| 20. Dezember 2024 | Region Mopti | [ 99 ]            | vermutlich Islamisten | islamistisch                           | Brandstiftung | Dörfer                                      | 20+     |           | Konflikt in Nordmali (seit 2012) |

## 2025
| Datum/Beginn     | Ort | Artikel/Quelle(n) | Täter | Politische Ausrichtung     | Mittel       | Ziel          | Tote | Verletzte | Hintergrund                      |
| ---------------- | --- | ----------------- | ----- | -------------------------- | ------------ | ------------- | ---- | --------- | -------------------------------- |
| 07. Februar 2025 | Gao | [ 100 ]           | IS    | salafistisch, wahhabitisch | Schusswaffen | Militärkonvoi | 25   | 13        | Konflikt in Nordmali (seit 2012) |